# تأثير روبن هود
تأثير روبن هود Robin Hood effect هو مصطلح اقتصادي حيث يتم إعادة توزيع الدخل بحيث يتم تقليل عدم المساواة الاقتصادية. وهذا هو إعادة توزيع الموارد الاقتصادية التي من خلالها يكسب المحرومون اقتصاديا على حساب المتميزين اقتصاديا.  تم تسمية التأثير على اسم الشخصية الفلكلورية الإنجليزية روبن هود، الذي قيل إنه سرق من الأغنياء ليعطي للفقراء. من الضرورة فهم أنه لا ينبغي الخلط بين تأثير روبن هود والتأثير الآخر الذي يحمل نفس الاسم، والذي يشير إلى الدور المتزايد والأهمية المتصاعدة لصغار المستثمرين الأفراد الذين يستخدمون منصات التداول مثل روبن هود، حيث تتميز هذه المنصات بسهولة الوصول وانخفاض حواجز الدخول.

## الأسباب
قد ينشأ تأثير روبن هود نتيجة مجموعة متنوعة من السياسات أو القرارات الاقتصادية المختلفة، والتي لا يكون هدفها الأساسي دائمًا تقليص فجوة التفاوت.

### التنمية الوطنية

منحنى كوزنتس

حاجج عالم الاقتصاد الامريكي سيمون كوزنتس بأن أحد العوامل الرئيسية وراء مستويات عدم المساواة الاقتصادية هو مرحلة التنمية الاقتصادية للبلد. وصف كوزنتس العلاقة المنحنية بين مستوى الدخل وعدم المساواة، كما هو موضح.
وتنص هذه النظرية على أن البلدان ذات مستويات التنمية المنخفضة للغاية سيكون لديها توزيعات متساوية نسبيا للثروة. فمع تطور أي بلد، فإنه بالضرورة يكتسب المزيد من رأس المال، وسيحصل أصحاب رأس المال هذا على المزيد من الثروة والدخل، الأمر الذي يؤدي إلى عدم المساواة. ومع ذلك، فإن آليات إعادة التوزيع المحتملة المختلفة، مثل الاقتصاد المتدفق وبرامج الرعاية الاجتماعية، ستؤدي في النهاية إلى تأثير روبن هود، مع إعادة توزيع الثروة على الفقراء. ولذلك، تعود المزيد من البلدان المتقدمة إلى مستويات أقل من عدم المساواة.

### ضريبة الدخل غير التناسبية
تمتلك العديد من دول العالم نظام ضريبة الدخل الذي يتم فيه فرض ضريبة منخفضة جدًا على الجزء الأول من دخل العامل أو قد يُعفى منه تمامًا، بينما يُطلب من أصحاب الرواتب الأعلى دفع معدلات ضريبية أعلى على الدخل الذي يتجاوز عتبة معينة، وهذا ما يُعرف بالضرائب التصاعدية. هذا النظام يؤدي إلى أن يسهم الأشخاص الأكثر ثراءً بنسبة أكبر من دخلهم في شكل ضرائب، مما يدعم فعليًا الأشخاص الأقل دخلاً، وهو ما يؤدي إلى تأثير روبن هود.
على وجه التحديد، الضريبة التصاعدية هي ضريبة يزيد بها معدل الضريبة مع زيادة المبلغ الأساسي الخاضع للضريبة. يصف "التقدمي" تأثير التوزيع على الدخل أو الاستهلاك، في إشارة إلى الطريقة التي يتقدم بها المعدل من الأقل إلى الأعلى، حيث يكون متوسط معدل الضريبة أقل من معدل الضريبة الهامشية. ويمكن تطبيقه على الضرائب الفردية أو على النظام الضريبي ككل؛ سنة أو عدة سنوات أو مدى الحياة. تحاول الضرائب التصاعدية الحد من فرض الضرائب على الأشخاص ذوي القدرة المنخفضة على الدفع، حيث أنها تحول معدل الوقوع بشكل متزايد إلى أولئك الذين لديهم قدرة أعلى على الدفع.

### الدعم المتبادل للهاتف المحمول
في العديد من البلدان النامية، تميل شبكات الاتصالات المتنقلة إلى التعرض لتأثيرات خارجية كبيرة على الشبكة، وهو ما يسعى المنظمون والمشغلون إلى تصحيحه من خلال دعم الاشتراكات من خلال زيادة أسعار إنهاء المكالمات. وهذا يسمح بعد ذلك للأشخاص الأقل ثراء في ذلك البلد بالوصول إلى خدمات الاتصالات، وغالبا ما يكون ذلك مجانا (بنظام الدفع المسبق). يتم بعد ذلك فرض التكلفة الإضافية على المشتركين الذين يقومون بإجراء مكالمات لهؤلاء المشتركين الجدد؛ يميل منشئو المكالمة إلى أن يكونوا أفضل حالًا. وعلى هذا، وعلى الرغم من عدم وجود تحويل مباشر للأموال، إلا أن هناك تأثيراً قوياً لروبن هود، حيث يقوم الأثرياء بدعم الأقل ثراءً.

### المنتجات المقلدة
يعد التزييف والتزوير مشكلة نموذجية تواجهها العلامات التجارية للازياء الفاخرة، مما يؤدي إلى خسارة 100 مليار دولار كل عام. يمكن أن يؤدي ذلك إلى تدهور سمعة العلامة التجارية ويمكن أن يؤثر على تطوير منتج جديد. يقوم الأشخاص بشراء المنتجات المقلدة بشكل متعمد، بهدف أساسي هو توفير المال، عندما يستشهدون بالمبررات الاقتصادية والأخلاقية للسلوك غير الأخلاقي. ووفقا لأسطورة روبن هود، فقد تمت تبرئته بسبب المبررات الأخلاقية والمالية لأفعاله. ونتيجة لذلك، يبدو أن المستهلكين يظهرون تأثير روبن هود عندما يشترون منتجات مقلدة.

## الهدف من إعادة توزيع الدخل
الهدف الرئيسي من إعادة توزيع الدخل هو زيادة الفرص المتاحة للأفراد الأقل ثراء في المجتمع مع زيادة الاستقرار الاقتصادي أيضًا، وبالتالي فإن إعادة توزيع الدخل غالبًا ما تشمل تمويل الخدمات العامة. ويستند افتراض الحاجة إلى إعادة توزيع الدخل والثروة إلى مبدأ العدالة التوزيعية، الذي يزعم أن الأموال والموارد يجب توزيعها بالطريقة العادلة اجتماعيًا.
وهذا مرتبط ارتباطًا وثيقًا بتأثير روبن هود لأن الخدمات العامة ممولة بأموال الضرائب. لذا فإن أولئك الذين يؤيدون إعادة توزيع الدخل يزعمون الحاجة إلى زيادة الضرائب على أفراد المجتمع الأكثر ثراءً من أجل دعم البرامج العامة التي تخدم أفراد المجتمع الأقل ثراءً على أفضل وجه.
يزعم أنصار إعادة توزيع الدخل أن توسيع الطبقة المتوسطة مفيد للاقتصاد ككل. من خلال تعزيز القوة الشرائية وضمان الفرص المتساوية للناس لتحسين مستويات معيشتهم، يمكن للطبقة المتوسطة الأكبر أن تعزز النمو الاقتصادي. يزعم أنصار تأثير روبن هود أن الرأسمالية تولد بطبيعتها توزيعًا غير متساوٍ للثروة، مما يستلزم اتخاذ تدابير تصحيحية لضمان الرخاء على نطاق واسع.

## أمثلة من العالم الحقيقي
تبنت العديد من دول الشمال، مثل السويد وفنلندا، بشكل فعال مبادئ تأثير روبن هود، مما أدى إلى مستويات منخفضة بشكل ملحوظ من عدم المساواة في الدخل على مستوى العالم. ومن خلال مزيج من الضرائب التصاعدية على مبادرات الرعاية الاجتماعية الغنية والشاملة، تضمن هذه الدول نوعية حياة جديرة بالثناء لسكانها. إن نجاح هذه الاستراتيجيات في تعزيز العدالة والوحدة المجتمعية هو بمثابة دليل ملموس على الفوائد الملموسة التي يمكن تحقيقها من خلال تأثير روبن هود في السياقات العملية.

## التحديات
أثارت فكرة إعادة توزيع الدخل عدد لا يحصى من النقاشات والخلافات. ويؤكد المعارضون أن تدابير إعادة توزيع الثروة المفرطة في الحماس قد تعيق التوسع الاقتصادي والابتكار من خلال تثبيط أصحاب الإنجازات العالية. وهم يزعمون أن فرض الضرائب المفرطة على الأثرياء وإعادة توزيع الثروة من الممكن أن يؤدي إلى إضعاف روح المبادرة وخنق الاستثمار، وهو ما من شأنه أن يعوق النمو الاقتصادي الإجمالي في نهاية المطاف.
ومع ذلك، يرى أنصار إعادة توزيع الدخل أن الحد من عدم المساواة أمر بالغ الأهمية لتحقيق الاستقرار الاجتماعي والعدالة. ويؤكدون على أهمية ضمان حصول الجميع على الضروريات الأساسية وفرص التقدم، بغض النظر عن خلفيتهم الاجتماعية والاقتصادية. علاوة على ذلك، يؤكدون أن معالجة الفوارق الاقتصادية يمكن أن تؤدي إلى مجتمع أكثر شمولا وازدهارا على المدى الطويل.
ويشكل إيجاد التوازن الدقيق بين تخفيف فجوة التفاوت وتعزيز الديناميكية الاقتصادية تحديا هائلا لصناع السياسات. ويتطلب تحقيق التوازن الصحيح دراسة متأنية لعوامل مختلفة، بما في ذلك التأثير المحتمل على الحوافز، والإنتاجية، والرفاهية المجتمعية بشكل عام. ويتعين على صناع السياسات أن يتعاملوا مع هذه التعقيدات ببراعة لتصميم استراتيجيات فعّالة تعمل على تعزيز العدالة والنمو الاقتصادي.

## مفارقة روبن هود
تتحدث مفارقة روبن هود عن عدم المساواة في الثروة في المراحل المختلفة من تنمية البلد. البلدان ذات التنمية المنخفضة ومستوى الثروة المنخفض سيكون لديها قدر أقل من عدم المساواة في الثروة بسبب التوزيع الأكثر عدالة للثروة. ومع تطور البلدان، يميل أصحاب رأس المال إلى الاستفادة بشكل أكبر من نمو اقتصاد البلد، وبالتالي زيادة فجوة الثروة بينهم وبين أولئك الذين لا يملكون أي رأس مال أو القليل منه. 

## التداعيات
يهدف تأثير روبن هود إلى الحد من عدم المساواة في الثروة والتفاوت الاقتصادي، ولكن له أيضًا آثار متعددة الأوجه. ومن المؤكد أنها ليست فعالة باريتو، من حيث الكفاءة الاقتصادية لأنها يمكن أن تجعل الأفراد ذوي الدخل المرتفع أسوأ حالا. ومع ذلك، يرى مؤيدو تأثير روبن هود أن الفوائد الاجتماعية، مثل زيادة الفرص المتاحة للجزء الأكثر فقرا من السكان أو تعزيز الاستقرار الاقتصادي، تفوق أوجه القصور. 

## ابتهج له
عندما تعطي فرصة للبشر يكونون على استعداد للتضحية بأموالهم لمساعدة الفقراء ومعاقبة الأغنياء، هذه هي خلاصة الدراسة التي تظهر أن المساواة هي سمة إنسانية طبيعية.
قام فريق من العلماء في جامعة كاليفورنيا، بإعداد لعبة حاسوبية لمعرفة ما الذي يحفز الناس على التصرف بطريقة معينة، عندما يتعلق الأمر بإيذاء الآخرين بطريقة مالية، حتى لو كان ذلك يعني التضحية بمواردهم الخاصة. تم تقسيم عشرين شخصا إلى أربع مجموعات، مع دخول مختلفة تتراوح بين الأغنياء والفقراء. خلال كل جولة من اللعبة، تتاح للاعبين فرصة إنفاق الأموال بشكل مجهول لتقليل أو زيادة دخل لاعب آخر. وبعد عدة جولات ظهر نمط ملحوظ. حصل الفقراء على يد العون بينما عانى الأغنياء. تم توجيه أكثر من 70% من الأموال التي تم إنفاقها لخفض دخل شخص ما إلى اللاعبين الأغنياء بينما كان عمرهم حوالي 60 عامًا % من الأموال التي تم إنفاقها لمساعدة شخص ما تم توجيهها إلى اللاعبين الأغنياء. كما أنفق اللاعبون الأكثر فقراً ما يقرب من ضعف المبلغ الذي يستنزف الدخل مما أنفقه أغنى اللاعبين، في حين أنفق اللاعبون الأغنياء 77% أكثر من اللاعبين الأكثر فقراً لتعزيز الدخل المنخفض.
تُظهر هذه الدراسة أن السعي لتحقيق المساواة هو المحرك الأساسي للعديد من سلوكياتنا الاجتماعية. يوضح عالم الاقتصاد التجريبي إرنست فيهر أن نتائج هذه الدراسة تعزز الفكرة القائلة بأن المساواة هي رغبة إنسانية شاملة. ويضيف فيهر: "يسهم هذا العمل في تفسير سبب استياء الناس الشديد عندما يكتشفون أن شخصًا ما يكسب 40 مليون دولار سنويًا، بينما لا يحصلون هم على ذلك."

## مساهمة الأفراد
هناك عدة طرق يمكن للأفراد من خلالها المساهمة في تأثير روبن هود. وقليل منهم يشاركون بنشاط في الجهود الرامية إلى معالجة عدم المساواة الاقتصادية والفوارق الاجتماعية، أو ترسيخ سياسات ضريبية عادلة أو دعم المبادرات التي تعزز التعليم وفرص العمل للجميع. 

## أنظر أيضا
- إعادة توزيع الدخل
- توزيع الثروة
- عدم المساواة الاقتصادية
- الضرائب الفيدرالية والإنفاق من قبل الولاية
- روبن هود
- أسواق روبنهود
- مؤشر روبن هود